# اکوافرموسا
اکوافرموسا (به ایتالیایی: Acquaformosa) یک سکونتگاه مسکونی در ایتالیا است که در استان کزنتزا واقع شده‌است.

## خصوصیات
اکوافرموسا ۲۲ کیلومترمربع مساحت و ۱٬۱۶۱ نفر جمعیت دارد و ۷۵۶ متر بالاتر از سطح دریا واقع شده‌است.